# ألان ريتشاردسون
ألان ريتشاردسون (6 مايو 1975 في المملكة المتحدة - )  (بالإنجليزية: Alan Richardson)‏ هو لاعب كريكت بريطاني. لعب مع نادي مقاطعة ديربيشاير للكريكت ‏ ونادي مقاطعة ورسسترشاير للكريكيت ‏ ونادي مقاطعة ميدلسكس للكريكت ‏ ونادي وارويكشاير للكريكيت ‏ ونادي مقاطعة ستافوردشاير للكريكت ‏.

## وصلات خارجية
- ألان ريتشاردسون على موقع إي آس بي آن كريك إنفو (الإنجليزية)